# Les Solitaires (film, 1924)
Pour plus de détails, voir Fiche technique et Distribution.
Les Solitaires (Single Wives) est un film muet américain réalisé par George Archainbaud et sorti en 1924.

## Fiche technique
- Titre original : Single Wives
- Réalisation : George Archainbaud
- Scénario : Marion Orth, d'après une histoire de Earl Hudson
- Photographie : Ned Connors, James Van Trees
- Montage : Arthur Tavares
- Direction artistique : Milton Menasco
- Production : Corinne Griffith
- Genre : Drame
- Durée : 80 minutes
- Date de sortie : 
  - États-Unis : 27 juillet 1924

## Distribution
- Corinne Griffith : Betty Jordan
- Milton Sills : Perry Jordan
- Kathlyn Williams : Dorothy Van Clark
- Phyllis Haver : Marion Eldridge
- Phillips Smalley : Tom Van Clark
- Jere Austin : Dr.Walter Lane
- Lou Tellegen : Martin Prayle
- Henry B. Walthall : Franklin Dexter
- John Patrick : Billy Eldridge
- J.C. Fowler